# Українсько-португальські відносини
Украї́нсько-португа́льські відно́сини (порт. Relações entre Portugal e Ucrânia) — двосторонні відносини між державами Україна та Португалія у галузі міжнародної політики, економіки, освіти, науки, культури тощо.
7 січня 1992 Португалія визнала незалежність України, 27 січня того ж року встановила з нею дипломатичні відносини. У 1993 відкрито Посольство Португалії в Україні; 2001 року відкрилося Посольство України в Португалії.

## Історія

### Середньовіччя

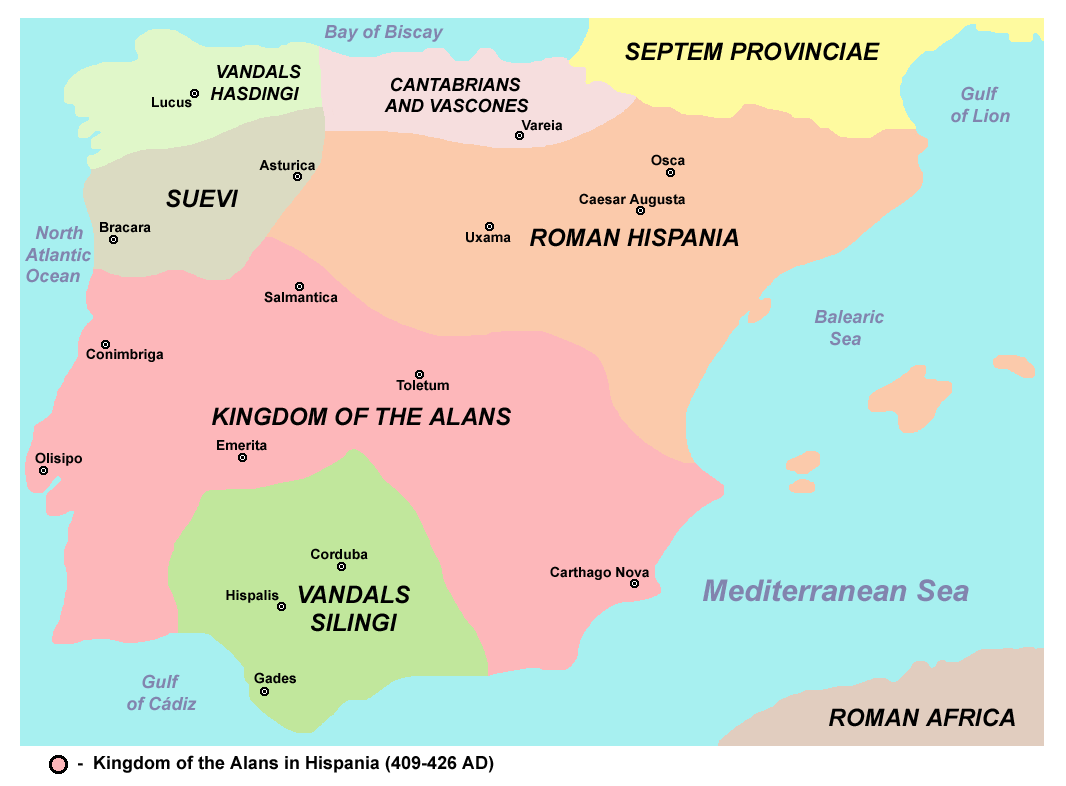
Алани в Іспанії

У V столітті з українських степів до португальських земель прийшли сарматські племена аланів. В союзі з германським племенем свевів вони заснували в Галісії та Північній Португалії Свевське королівство, а також Аланську державу в Центральній і Південній Португалії. 
Наприкінці VI ст. португальських свевів і аланів підкорили вестготи. Це була одна з гілок готського народу, який після втрати власної держави в Україні, мігрував до Середземномор'я, де заклав Остготське та Вестготське королівства. 
На початку VIII ст. португальські терени були завойовані мусульманами. Частину війська завойовників складали раби, так звані сакаліби (слов'яни), набрані зі Східної Європи. У ХІ ст., після розпаду Кордовського халіфату, деякі раби-вояки стали очільниками тайф на землях Португалії.
Португальська держава постала в ході Реконкісти. Її засновником був Генріх Бургундський (1066—1112), перший португальський граф. За португальською середньовічною легендою він вважався сином угорського короля Андраша І, чоловіка київської князівни Анастасії.
Під час Тридцятилітньої війни (1618—1648) українські козаки брали участь на боці католицького іспансько-португальського союзу проти протестантської коаліції, підтримуваної Османами і Московією.

### Новітня

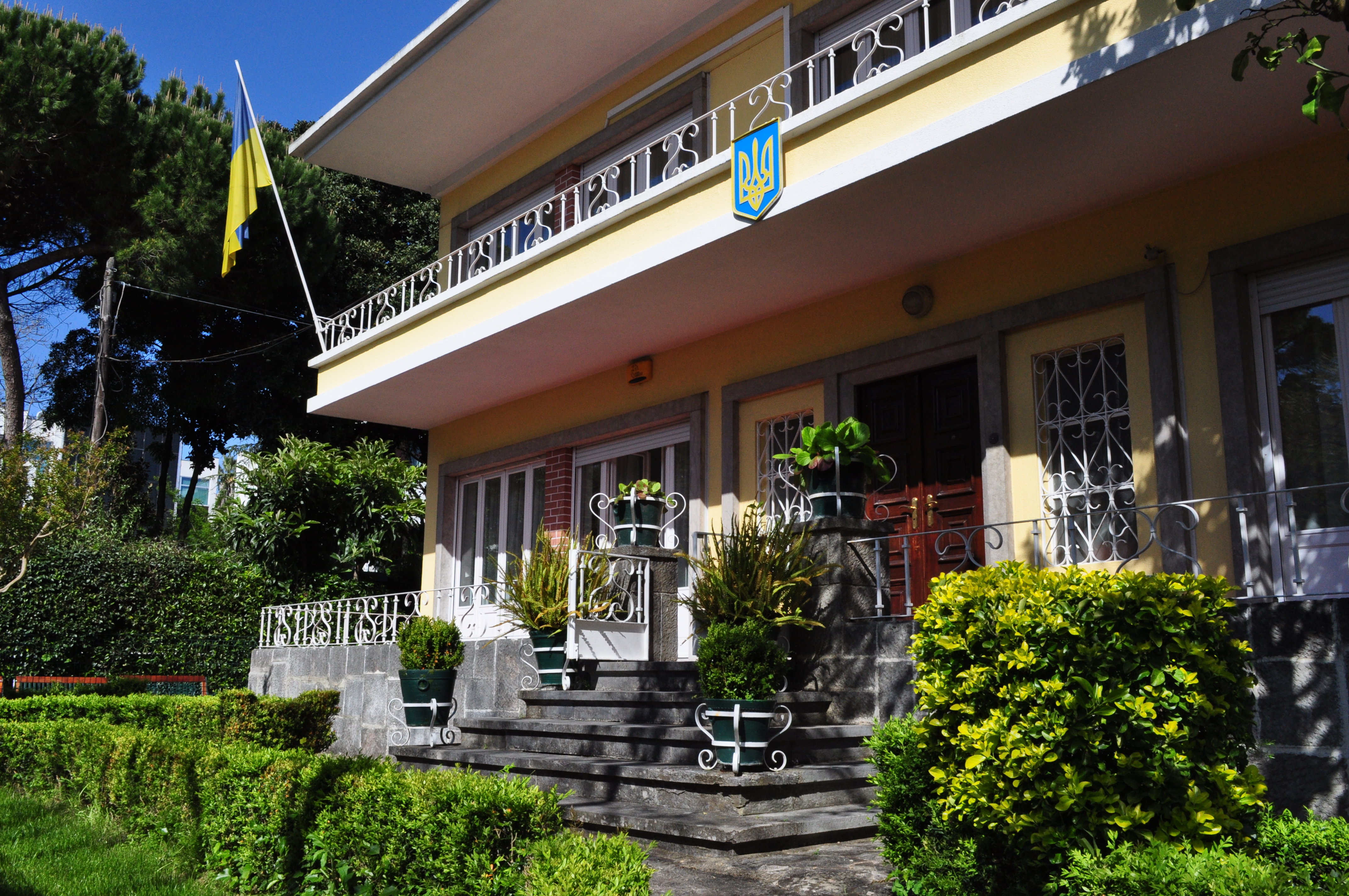
Посольство України в Лісабоні.

Португалія визнала незалежність України 7 січня 1992 року, дипломатичні відносини встановлено через неповних три тижні, 27 січня 1992 року.
У березні 2000 року в Лісабоні Україна відкрила Дипломатичне представництво України, яке з жовтня 2001 року переорганізовано у Посольство України в Португалії.
Посольство Португалії в Україні відкрито у грудні 1993 року в Києві.

## Культурно-просвітницькі проєкти
16 квітня 2025 року Консульство України в Порту проінформувало, що в португальському місті Санта-Марія-да-Фейра відбудеться «Тиждень української культури». У ході спланованого заходу відбудуться: відкриття «Української книжкової полички» в центральній міській бібліотеці, кінопокази документальних фільмів про війну в Україні, вплив російської пропаганди та трансформації в українському суспільстві, кулінарний майстер-клас з приготування традиційних українських страв і концерт українських пісень.

## Посольства
- Посольство України в Португалії
- Посольство Португалії в Україні